# 拓跋澄岘
拓跋澄岘（?—?），拓跋党项在唐朝时的首领，西夏的先祖。
唐宪宗元和年间，担任银州刺史。右监门大将军、西平公、静边州都督拓跋守寂的儿子，拓跋朝光的弟弟，拓跋乾晖的叔叔。《元和姓纂》记载：“开元后，右监门大将军西平公静边州都督拓跋守寂亦东北蕃也，孙乾晖银州刺史，侄澄岘今任银州刺史。”